# Cymothoe zenkeri
Cymothoe zenkeri är en fjärilsart som beskrevs av Richelmann 1913. Cymothoe zenkeri ingår i släktet Cymothoe och familjen praktfjärilar. IUCN kategoriserar arten globalt som livskraftig. Inga underarter finns listade i Catalogue of Life.

## Bildgalleri

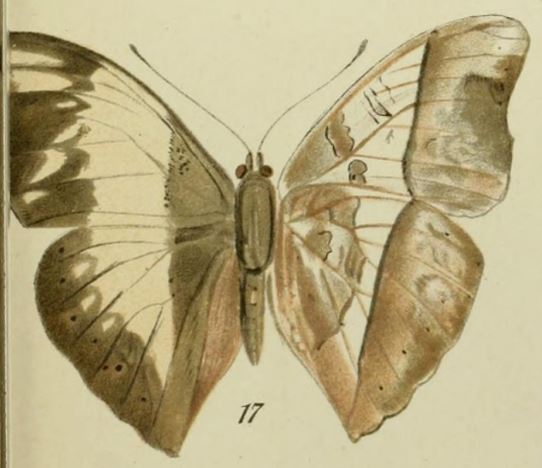